# Discografia lui Lady Gaga
Discografia cântăreței americane Lady Gaga se compune din cinci albume de studio, o coloană sonoră, trei compilații, trei albume video, patru EP-uri, douăzeci și opt de single-uri (inclusiv două ca artist secundar), și nouă single-uri promoționale. Artista și-a făcut debutul în luna august a anului 2008 cu albumul The Fame. Acesta a ajuns pe locul doi în Statele Unite și, ulterior, a primit trei discuri de platină. A obținut un succes considerabil în Europa, ocupând primele poziții ale clasamentelor din Austria, Canada, Elveția, Germania și Regatul Unit. Primele două discuri single: „Just Dance” și „Poker Face”, au fost un succes în întreaga lume, clasându-se pe primul loc în Australia, Canada, Regatul Unit și Statele Unite. Alte trei single-uri extrase de pe album au fost cântecele. „Eh, Eh (Nothing Else I Can Say)”, „LoveGame” și „Paparazzi”. Piesa „Paparazzi” a ajuns în top 10 în numeroase țări din întreaga lume, ocupând prima poziție în Germania.
În noiembrie 2009, cântăreața a lansat The Fame Monster, o variantă deluxe a albumului The Fame, lansată mai târziu ca un EP de sine stătător. A ajuns pe locul unu în Australia, Noua Zeelandă și Regatul Unit. În Statele Unite, s-a clasat pe locul cinci și a fost premiat cu un disc de platină. Primul disc single extras de pe compoziție, „Bad Romance”, a devenit un hit internațional și a ocupat prima poziție în peste 15 țări, în timp ce în Statele Unite a ocupat locul doi. Următoarele single-uri: „Telephone” și „Alejandro”, au ajuns în top 10 în numeroase țări. Până în aprilie 2012, vânzările combinate ale albumului The Fame și a EP-ului The Fame Monster au ajuns la peste 15 milioane de exemplare în întreaga lume. Prima compilație a artistei, The Remix, a fost lansată în 2010 și conține numeroase piese ale lui Gaga în versiuni remixate. Materialul a s-a clasat pe locul șase în Statele Unite, în timp ce în Canada și în Regatul Unit a ajuns în top cinci. Compilația s-a vândut în 500,000 de exemplare în întreaga lume, devenind astfel unul dintre cele mai bine vândute albume de remix-uri din istorie.
Al doilea album de studio al cântăreței, Born This Way, a fost lansat în luna mai a anului 2011, și a ocupat prima poziție în Statele Unite, precum și în alte douăzeci de țări. Primul disc single extras, „Born This Way”, a obținut un succes internațional considerabil, debutând pe locul unu în clasamentele a nouăsprezece țări, inclusiv în Statele Unite, unde a devenit al treilea ei single care să ajungă pe locul unu. Alte single-uri de pe album sunt „Judas”, „The Edge of Glory”, „Yoü and I” și „Marry the Night”. Al treilea album de studio al artistei, Artpop, a fost lansat în noiembrie 2013 și include single-urile „Applause” și „Do What U Want”. În septembrie 2014, Gaga și cântărețul american Tony Bennett au lansat un album colaborativ intitulat Cheek to Cheek. Acesta a ocupat prima poziție în Statele Unite, devenind al treilea album consecutiv al interpretei care să obțină această performanță. Al cincilea album de studio, Joanne, a fost lansat în octombrie 2016. Acesta s-a clasat pe locul unu în Statele Unite, devenind al treilea ei album consecutiv ce ajunge pe prima poziție. Primul disc single extras, „Perfect Illusion”, a debutat pe locul unu în Franța, iar „Million Reasons” s-a clasat pe locul patru în Statele Unite. Atunci când Joanne a ajuns pe locul unu în Statele Unite, Gaga a devenit prima artistă care să obțină patru albume de top în anii 2010. Solista și-a extins recordul în 2018, odată cu lansarea coloanei sonore a filmului S-a născut o stea. Primul single de pe album, „Shallow”, a ajuns pe locul unu în Australia, Noua Zeelandă, Elveția, și Regatul Unit.
Până în ianuarie 2016, cântăreața a vândut aproximativ 27 de milioane de albume și 146 de milioane de discuri single în întreaga lume. De asemenea, ea a vândut aproximativ 7,25 de milioane de single-uri în Regatul Unit, și 11.46 milioane de albume în Statele Unite. Lady Gaga este primul și singurul artist din istoria Statelor Unite care să aibă două cântece ce depășesc 7 milioane de exemplare digitale vândute („Poker Face” și „Just Dance”). Conform Recording Industry Association of America (RIAA), Lady Gaga s-a clasat pe locul opt în ierarhia artiștilor cu cele mai bine vândute single-uri digitale, cu 61 de milioane de descărcări digitale și difuzări streaming.

## Albume

### Albume de studio
| Titlu                            | Detalii album | Poziție maximă | Poziție maximă | Poziție maximă | Poziție maximă | Poziție maximă | Poziție maximă | Poziție maximă | Poziție maximă | Poziție maximă | Poziție maximă | Vânzări | Certificări |
| Titlu                            | Detalii album | SUA            | AUS            | AUS            | CAN            | FRA            | GER            | ITA            | NZL            | ELV            | UK             | Vânzări | Certificări |
| -------------------------------- | --- | -------------- | -------------- | -------------- | -------------- | -------------- | -------------- | -------------- | -------------- | -------------- | -------------- | --- | --- |
| The Fame                         | - Lansare: 28 octombrie 2008 (SUA) - Casă de discuri: Streamline, Kon Live, Cherrytree, Interscope - Formate: CD, descărcare digitală, USB flash drive, vinil | 2              | 3              | 1              | 1              | 2              | 1              | 13             | 2              | 1              | 1              | - Global: 15.000.000 (inclusiv The Fame Monster) - US: 4.790.000 - CAN: 476.000 - FRA: 650.000 - UK: 2.995.891 | - RIAA: 3× Platină - ARIA: 4× Platină - BPI: 9× Platină - BVMI: 9× Aur - FIMI: 4× Platină - IFPI AUT: 7× Platină - IFPI SWI: 4× Platină - MC: 7× Platină - RMNZ: 5× Platină - SNEP: Diamant - UPFR: Platină |
| Born This Way                    | - Lansare: 23 mai 2011 (SUA) - Casă de discuri: Streamline, Interscope, Kon Live - Formate: CD, descărcare digitală, USB flash drive, vinil                   | 1              | 1              | 1              | 1              | 1              | 1              | 1              | 1              | 1              | 1              | - Global: 6.000.000 - SUA: 2.420.000 - CAN: 93.000 - FRA: 190.000 - UK: 989.000                                | - RIAA: 2× Platină - ARIA: 2× Platină - BPI: 3× Platină - BVMI: Platină - FIMI: Platină - IFPI AUT: Platină - IFPI SWI: Platină - MC: 4× Platină - RMNZ: Platină - SNEP: 2× Platină - UPFR: Platină         |
| Artpop                           | - Lansare: 11 noiembrie 2013 (SUA) - Casă de discuri: Streamline, Interscope - Formate: CD, descărcare digitală, vinil                                        | 1              | 2              | 1              | 3              | 3              | 3              | 2              | 2              | 2              | 1              | - Global: 2.500.000 - SUA: 775.000 - FRA: 60.000 - UK: 207.243                                                 | - RIAA: Platină - BPI: Aur - FIMI: Aur - IFPI AUT: Aur - IFPI SWI: Aur - MC: Platină - SNEP: Platină |
| Cheek to Cheek (cu Tony Bennett) | - Lansare: 23 septembrie 2014 (SUA) - Casă de discuri: Streamline, Interscope, Columbia - Formate: CD, descărcare digitală, vinil                             | 1              | 7              | 6              | 3              | 9              | 12             | 6              | 3              | 7              | 10             | - Global: 1.000.000 - SUA: 760.000 - FRA: 40.000                                                               | - RIAA: Aur - ARIA: Aur - BPI: Argint - MC: Platină |
| Joanne                           | - Lansare: 21 octombrie 2016 - Casă de discuri: Streamline, Interscope - Formate: CD, descărcare digitală, LP                                                 | 1              | 2              | 9              | 2              | 9              | 6              | 2              | 2              | 3              | 3              | - Global: 1.000.000 - SUA: 616.000 - FRA: 20.000 - UK: 143.315                                                 | - RIAA: Platină - BPI: Aur - FIMI: Aur - MC: Aur - SNEP: Aur |

### Coloane sonore
| Titlu                              | Detalii album                                                                                       | Poziție maximă | Poziție maximă | Poziție maximă | Poziție maximă | Poziție maximă | Poziție maximă | Poziție maximă | Poziție maximă | Poziție maximă | Poziție maximă | Vânzări                                                                      | Certificări |
| Titlu                              | Detalii album                                                                                       | SUA            | AUS            | AUT            | CAN            | FRA            | GER            | ITA            | NZL            | ELV            | UK             | Vânzări                                                                      | Certificări |
| ---------------------------------- | --------------------------------------------------------------------------------------------------- | -------------- | -------------- | -------------- | -------------- | -------------- | -------------- | -------------- | -------------- | -------------- | -------------- | ---------------------------------------------------------------------------- | --- |
| A Star Is Born (cu Bradley Cooper) | - Lansare: 5 octombrie 2018 - Casă de discuri: Interscope - Formate: CD, descărcare digitală, vinil | 1              | 1              | 2              | 1              | 5              | 5              | 4              | 1              | 1              | 1              | - Global: 2.000.000 - SUA: 780.000 - CAN: 92.000 - FRA: 130.000 - UK: 81.530 | - RIAA: Platină - ARIA: Platină - BPI: Platină - FIMI: Aur - IFPI AUT: Platină - MC: Platină - RMNZ: 2× Platinum - SNEP: 2× Platină |

### Compilații
| Titlu                                                                                              | Detalii album | Poziție maximă | Poziție maximă | Poziție maximă | Poziție maximă | Poziție maximă | Poziție maximă | Poziție maximă | Poziție maximă | Poziție maximă | Poziție maximă | Vânzări                                                      | Certificări |
| Titlu                                                                                              | Detalii album | SUA            | AUS            | BEL (VA)       | CAN            | FRA            | ITA            | JPN            | NZL            | SUE            | UK             | Vânzări                                                      | Certificări |
| -------------------------------------------------------------------------------------------------- | --- | -------------- | -------------- | -------------- | -------------- | -------------- | -------------- | -------------- | -------------- | -------------- | -------------- | ------------------------------------------------------------ | ----------- |
| The Remix                                                                                          | - Lansare: 3 martie 2010 (SUA) - Casă de discuri: Streamline, Kon Live, Cherrytree, Interscope - Formate: CD, descărcare digitală, vinil | 6              | 12             | 6              | 5              | 19             | 22             | 7              | 9              | 40             | 3              | - Global: 500.000 - SUA: 315.000 - FRA: 50,000 - UK: 166.440 | - BPI: Aur  |
| The Singles                                                                                        | - Lansare: 8 decembrie 2010 (JPN) - Casă de discuri: Universal Music Japan - Format: Pachet cu 9 CD-uri                                  | —              | —              | —              | —              | —              | —              | 166            | —              | —              | —              |                                                              |             |
| Born This Way: The Remix                                                                           | - Lansare: 18 noiembrie 2011 (SUA) - Casă de discuri: Streamline, Interscope, Kon Live - Formate: CD, descărcare digitală, vinil         | 105            | 62             | 69             | 49             | 71             | 89             | 14             | —              | —              | 77             | - SUA: 62.000 - FRA: 10.000 - UK: 16.094                     |             |
| „—” denotă că elementele nu au fost lansate în acea țară sau nu au reușit să ajungă în clasamente. | |                |                |                |                |                |                |                |                |                |                |                                                              |             |

### Albume video
| Titlu                                                                                              | Detalii album | Poziția maximă | Poziția maximă | Poziția maximă | Poziția maximă | Poziția maximă | Poziția maximă | Poziția maximă | Poziția maximă | Poziția maximă | Poziția maximă | Certificări                                      |
| Titlu                                                                                              | Detalii album | SUA            | AUS            | AUT            | FRA            | GER            | ITA            | JPN            | OLA            | ELV            | UK             | Certificări                                      |
| -------------------------------------------------------------------------------------------------- | --- | -------------- | -------------- | -------------- | -------------- | -------------- | -------------- | -------------- | -------------- | -------------- | -------------- | ------------------------------------------------ |
| The Fame Monster: Video EP                                                                         | - Lansare: 7 mai 2010 - Casă de discuri: Streamline, Kon Live, Cherrytree, Interscope - Format: Descărcare           | —              | —              | —              | —              | —              | —              | —              | —              | —              | —              |                                                  |
| Lady Gaga Presents the Monster Ball Tour: At Madison Square Garden                                 | - Lansare: 21 noiembrie 2011 - Casă de discuri: Streamline, Interscope, Kon Live - Formate: DVD, Blu-ray, descărcare | 1              | 2              | 5              | 1              | 55             | 1              | 3              | 3              | 2              | 4              | - ARIA: 2× Platină - BPI: Aur - SNEP: 2× Platină |
| Tony Bennett and Lady Gaga: Cheek to Cheek Live!                                                   | - Lansare: 20 ianuarie 2015 - Casă de discuri: Streamline, Interscope, Columbia - Formate: DVD, Blu-ray, descărcare  | 1              | 3              | 7              | 3              | —              | 3              | —              | 3              | —              | 10             |                                                  |
| „—” denotă că elementele nu au fost lansate în acea țară sau nu au reușit să ajungă în clasamente. | |                |                |                |                |                |                |                |                |                |                |                                                  |

## Extended Play-uri
| Titlu                                                                                              | Detalii EP | Poziție maximă | Poziție maximă | Poziție maximă | Poziție maximă | Poziție maximă | Poziție maximă | Poziție maximă | Poziție maximă | Poziție maximă | Poziție maximă | Vânzâri                                                 | Certificări |
| Titlu                                                                                              | Detalii EP | SUA            | AUS            | BEL (VA)       | CAN            | FRA            | ITA            | JPN            | NZL            | SUE            | UK             | Vânzâri                                                 | Certificări |
| -------------------------------------------------------------------------------------------------- | --- | -------------- | -------------- | -------------- | -------------- | -------------- | -------------- | -------------- | -------------- | -------------- | -------------- | ------------------------------------------------------- | --- |
| The Cherrytree Sessions                                                                            | - Lansare: 3 februarie 2009 (SUA) - Casă de discuri: Streamline, Kon Live, Cherrytree, Interscope - Formate: CD, descărcare digitală                    | —              | —              | —              | —              | —              | —              | —              | —              | —              | —              | - SUA: 9.000                                            | |
| Hitmixes                                                                                           | - Lansare: 25 august 2009 (CAN) - Casă de discuri: Universal Music Canada - Format: CD                                                                  | —              | —              | —              | 8              | —              | —              | —              | —              | —              | —              |                                                         | |
| The Fame Monster                                                                                   | - Lansare: 18 noiembrie 2009 (SUA) - Label: Streamline, Kon Live, Cherrytree, Interscope - Formate: CD, descărcare digitală, USB flash drive, EP, vinil | 5              | 1              | 5              | 6              | 13             | 2              | 2              | 1              | 2              | 1              | - Global: Vezi The Fame - SUA: 1.640.000 - FRA: 177.122 | - RIAA: Platină - ARIA: 3× Platină - BEA: 2× Platină - IFPI SWE: Platină - RIAJ: 2× Platină - SNEP: 2× Platină - UPFR: Platină |
| A Very Gaga Holiday                                                                                | - Lansare: 22 noiembrie 2011 (SUA) - Casă de discuri: Streamline, Interscope, Kon Live - Format: Descărcare digitală                                    | 52             | —              | —              | 74             | —              | —              | —              | —              | —              | —              | - SUA: 45.000                                           | |
| „—” denotă că elementele nu au fost lansate în acea țară sau nu au reușit să ajungă în clasamente. | |                |                |                |                |                |                |                |                |                |                |                                                         | |

## Discuri single

### Ca artist principal
| Titlu                                                                                              | An   | Poziție maximă | Poziție maximă | Poziție maximă | Poziție maximă | Poziție maximă | Poziție maximă | Poziție maximă | Poziție maximă | Poziție maximă | Poziție maximă | Poziție maximă | Certificări | Album                  |
| Titlu                                                                                              | An   | SUA            | AUS            | AUT            | CAN            | FRA            | GER            | ITA            | NZL            | ELV            | ROM            | UK             | Certificări | Album                  |
| -------------------------------------------------------------------------------------------------- | ---- | -------------- | -------------- | -------------- | -------------- | -------------- | -------------- | -------------- | -------------- | -------------- | -------------- | -------------- | --- | ---------------------- |
| „Just Dance” (în colaborare cu Colby O'Donis)                                                      | 2008 | 1              | 1              | 8              | 1              | 14             | 10             | 36             | 3              | 8              | 2              | 1              | - RIAA: 8× Platină - ARIA: 3× Platină - BPI: Platină - BVMI: Aur - IFPI SWI: 2× Platină - MC: 6× Platină - RMNZ: Platină                                                     | The Fame               |
| „Poker Face”                                                                                       | 2008 | 1              | 1              | 1              | 1              | 1              | 1              | 2              | 1              | 1              | 1              | 1              | - RIAA: Diamant - ARIA: 6× Platină - BPI: 2× Platină - BVMI: 3× Platină - FIMI: 2× Platină - IFPI AUT: Aur - IFPI SWI: 3× Platină - MC: 8× Platină - RMNZ: 2× Platină        | The Fame               |
| „Eh, Eh (Nothing Else I Can Say)”                                                                  | 2009 | —              | 15             | —              | 68             | 7              | —              | —              | 9              | —              | —              | —              | - RIAA: Aur - ARIA: Aur - RMNZ: Aur | The Fame               |
| „LoveGame”                                                                                         | 2009 | 5              | 4              | 6              | 2              | 5              | 7              | —              | 12             | 15             | 23             | 19             | - RIAA: 3× Platină - ARIA: Platină - BPI: Argint - MC: 2× Platină - RMNZ: Aur                                                                                                | The Fame               |
| "Paparazzi"                                                                                        | 2009 | 6              | 2              | 3              | 3              | 6              | 1              | 3              | 5              | 4              | 19             | 4              | - RIAA: 4× Platină - ARIA: 2× Platină - BPI: Platină - BVMI: Platină - FIMI: Platină - IFPI SWI: Aur - RMNZ: Aur                                                             | The Fame               |
| „Bad Romance”                                                                                      | 2009 | 2              | 2              | 1              | 1              | 1              | 1              | 1              | 2              | 2              | 1              | 1              | - RIAA: 11× Platină (Diamant) - ARIA: 4× Platină - BPI: 2× Platină - BVMI: 3× Aur - FIMI: 2× Platină - IFPI SWI: Platină - MC: 7× Platină - RMNZ: 2× Platină - SNEP: Platină | The Fame Monster       |
| „Telephone” (în colaborare Beyoncé)                                                                | 2010 | 3              | 3              | 3              | 3              | 3              | 3              | 2              | 3              | 4              | ?              | 1              | - RIAA: 3× Platină - ARIA: 3× Platină - BPI: Platină - BVMI: Aur - FIMI: Platină - IFPI SWI: Aur - MC: 3× Platină - RMNZ: Platină - SNEP: Aur                                | The Fame Monster       |
| „Alejandro”                                                                                        | 2010 | 5              | 2              | 2              | 4              | 3              | 2              | 2              | 11             | 3              | 1              | 7              | - RIAA: 2× Platină - ARIA: Platinum - BPI: Aur - BVMI: Platină - FIMI: 2× Platină - IFPI SWI: Platină - RMNZ: Aur - SNEP: Aur                                                | The Fame Monster       |
| „Dance in the Dark”                                                                                | 2010 | —              | 24             | —              | 88             | —              | —              | —              | —              | —              | —              | 89             | | The Fame Monster       |
| „Born This Way”                                                                                    | 2011 | 1              | 1              | 1              | 1              | 2              | 1              | 2              | 1              | 1              | 17             | 3              | - RIAA: 4× Platină - ARIA: 4× Platină - BPI: Platină - BVMI: Platină - FIMI: Platină - IFPI SWI: Platină - RMNZ: Platină                                                     | Born This Way          |
| „Judas”                                                                                            | 2011 | 10             | 6              | 6              | 8              | 7              | 23             | 3              | 12             | 8              | 48             | 8              | - RIAA: 2× Platină - ARIA: Platinum - BPI: Argint - FIMI: Aur - RMNZ: Aur | Born This Way          |
| „The Edge of Glory”                                                                                | 2011 | 3              | 2              | 3              | 3              | 7              | 3              | 2              | 3              | 10             | 68             | 6              | - RIAA: 3× Platină - ARIA: 2× Platină - BPI: Platină - BVMI: Aur - FIMI: Platină - IFPI SWI: Aur - RMNZ: Aur                                                                 | Born This Way          |
| „Yoü and I”                                                                                        | 2011 | 6              | 14             | 8              | 10             | 98             | 21             | 19             | 5              | 32             | —              | 23             | - RIAA: 3× Platină - ARIA: Aur - BPI: Argint - RMNZ: Aur | Born This Way          |
| „The Lady Is a Tramp” (cu Tony Bennett)                                                            | 2011 | —              | —              | —              | —              | —              | —              | 50             | —              | —              | —              | 188            | | Duets II               |
| „Marry the Night”                                                                                  | 2011 | 29             | 88             | 13             | 11             | 50             | 17             | 42             | —              | 34             | —              | 16             | - RIAA: Aur - BPI: Argint | Born This Way          |
| „Applause”                                                                                         | 2013 | 4              | 11             | 6              | 4              | 3              | 5              | 2              | 7              | 7              | 50             | 5              | - RIAA: 3× Platină - ARIA: Platină - BPI: Aur - BVMI: Aur - FIMI: Platină - MC: 2× Platină - RMNZ: Gold                                                                      | Artpop                 |
| „Do What U Want” (în colaborare R. Kelly)                                                          | 2013 | 13             | 21             | 10             | 3              | 8              | 14             | 3              | 12             | 14             | 38             | 9              | - RIAA: Platină - BPI: Aur - BVMI: Aur - FIMI: Platină - MC: Aur | Artpop                 |
| „G.U.Y.”                                                                                           | 2014 | 76             | 88             | —              | —              | 92             | —              | 98             | —              | —              | —              | 115            | | Artpop                 |
| „Anything Goes” (cu Tony Bennett)                                                                  | 2014 | —              | —              | —              | —              | 178            | —              | 65             | —              | —              | —              | 174            | | Cheek to Cheek         |
| „I Can't Give You Anything but Love” (cu Tony Bennett)                                             | 2014 | —              | —              | —              | —              | 173            | —              | 76             | —              | —              | —              | —              | | Cheek to Cheek         |
| „Til It Happens to You”                                                                            | 2015 | 95             | —              | —              | 46             | 46             | —              | —              | —              | —              | —              | 171            | | Disc single fără album |
| „Perfect Illusion”                                                                                 | 2016 | 15             | 14             | 21             | 17             | 1              | 31             | 5              | 31             | 16             | —              | 12             | - ARIA: Aur - FIMI: Aur - MC: Aur | Joanne                 |
| „Million Reasons”                                                                                  | 2016 | 4              | 34             | 52             | 16             | 29             | 85             | 12             | —              | 7              | —              | 39             | - RIAA: Platină - ARIA: Platină - BPI: Argint - FIMI: 2× Platină - MC: Aur - SNEP: Aur                                                                                       | Joanne                 |
| „The Cure”                                                                                         | 2017 | 39             | 10             | 37             | 33             | 4              | 57             | 36             | —              | 41             | —              | 19             | - RIAA: Platină - ARIA: Platină - BPI: Argint - FIMI: Aur | Disc single fără album |
| „Joanne”                                                                                           | 2017 | —              | —              | —              | —              | 45             | —              | —              | —              | —              | —              | 154            | | Joanne                 |
| „Shallow” (cu Bradley Cooper)                                                                      | 2018 | 1              | 1              | 1              | 1              | 3              | 4              | 2              | 1              | 1              | 37             | 1              | - RIAA: 4x Platină - ARIA: 6× Platină - BPI: 2x Platină - BVMI: Platină - FIMI: 4x Platină - IFPI AUT: Platină - MC: 8x Platină - RMNZ: Platină - SNEP: Platină              | A Star Is Born         |
| „—” denotă că elementele nu au fost lansate în acea țară sau nu au reușit să ajungă în clasamente. |      |                |                |                |                |                |                |                |                |                |                |                | |                        |

### Ca artist secundar
| Title                                                                                              | Year | Peak chart positions | Peak chart positions | Peak chart positions | Peak chart positions | Peak chart positions | Peak chart positions | Album             |
| Title                                                                                              | Year | SUA                  | AUS                  | BEL (FL)             | CAN                  | IRL                  | UK                   | Album             |
| -------------------------------------------------------------------------------------------------- | ---- | -------------------- | -------------------- | -------------------- | -------------------- | -------------------- | -------------------- | ----------------- |
| „Chillin” (Wale în colaborare cu Lady Gaga)                                                        | 2009 | 99                   | 29                   | —                    | 73                   | 19                   | 12                   | Attention Deficit |
| "3-Way (The Golden Rule)" (The Lonely Island în colaborare cu Justin Timberlake și Lady Gaga)      | 2011 | —                    | —                    | —                    | —                    | —                    | —                    | The Wack Album    |
| „—” denotă că elementele nu au fost lansate în acea țară sau nu au reușit să ajungă în clasamente. |      |                      |                      |                      |                      |                      |                      |                   |

### Discuri single promoționale
| Titlu                                                                                              | An   | Poziție maximă | Poziție maximă | Poziție maximă | Poziție maximă | Poziție maximă | Poziție maximă | Poziție maximă | Poziție maximă | Poziție maximă | Poziție maximă | Certificare | Album                     |
| Titlu                                                                                              | An   | SUA            | AUS            | CAN            | FRA            | GER            | ITA            | JPN            | NZL            | ELV            | UK             | Certificare | Album                     |
| -------------------------------------------------------------------------------------------------- | ---- | -------------- | -------------- | -------------- | -------------- | -------------- | -------------- | -------------- | -------------- | -------------- | -------------- | ----------- | ------------------------- |
| „Beautiful, Dirty, Rich”                                                                           | 2008 | —              | —              | —              | —              | —              | —              | —              | —              | —              | 83             | - RIAA: Aur | The Fame                  |
| „Vanity”                                                                                           | 2008 | —              | —              | —              | —              | —              | —              | —              | —              | —              | —              |             | Discuri single fără album |
| "Christmas Tree" (în colaborare cu Space Cowboy)                                                   | 2008 | —              | —              | 79             | —              | —              | —              | —              | —              | —              | —              |             | Discuri single fără album |
| „Hair”                                                                                             | 2011 | 12             | 20             | 11             | 12             | —              | 5              | —              | 9              | —              | 13             |             | Born This Way             |
| „Venus”                                                                                            | 2013 | 32             | 31             | 19             | 9              | 35             | 7              | —              | 20             | 18             | 76             |             | Artpop                    |
| „Dope”                                                                                             | 2013 | 8              | 34             | 96             | 8              | 34             | 5              | —              | 20             | 15             | 124            |             | Artpop                    |
| „Winter Wonderland” (with Tony Bennett)                                                            | 2014 | —              | —              | —              | —              | —              | —              | —              | —              | —              | —              |             | Disc single fără album    |
| „A-Yo”                                                                                             | 2016 | 66             | —              | 55             | 167            | —              | —              | —              | —              | 62             | 66             |             | Joanne                    |
| „Your Song”                                                                                        | 2018 | —              | —              | —              | 31             | —              | —              | 27             | —              | —              | —              |             | Revamp                    |
| „—” denotă că elementele nu au fost lansate în acea țară sau nu au reușit să ajungă în clasamente. |      |                |                |                |                |                |                |                |                |                |                |             |                           |

## Alte cântece
| Titlu                                                                                              | An   | Poziție maximă | Poziție maximă | Poziție maximă | Poziție maximă | Poziție maximă | Poziție maximă | Poziție maximă | Poziție maximă | Poziție maximă | Poziție maximă | Certificări | Album                |
| Titlu                                                                                              | An   | SUA            | AUS            | CAN            | FRA            | IRL            | ITA            | NZL            | SUE            | ELV            | UK             | Certificări | Album                |
| -------------------------------------------------------------------------------------------------- | ---- | -------------- | -------------- | -------------- | -------------- | -------------- | -------------- | -------------- | -------------- | -------------- | -------------- | ----------- | -------------------- |
| „The Fame”                                                                                         | 2008 | —              | 73             | —              | —              | —              | —              | —              | —              | —              | —              |             | The Fame             |
| „Starstruck” (în colaborare cu Space Cowboy și Flo Rida)                                           | 2008 | —              | —              | 74             | —              | —              | —              | —              | —              | —              | 191            | - RIAA: Aur | The Fame             |
| „Big Girl Now” (New Kids on the Block în colaborare cu Lady Gaga)                                  | 2008 | —              | —              | 84             | —              | —              | —              | —              | —              | —              | —              |             | The Block            |
| „Video Phone (Extended Remix)” (Beyoncé în colaborare cu Lady Gaga)                                | 2009 | 65             | 31             | —              | —              | —              | —              | 32             | —              | —              | 58             |             | I Am... Sasha Fierce |
| „Monster”                                                                                          | 2009 | —              | 80             | —              | —              | —              | —              | 29             | —              | —              | 68             |             | The Fame Monster     |
| "Speechless"                                                                                       | 2009 | 94             | —              | 67             | —              | —              | —              | —              | —              | —              | 88             |             | The Fame Monster     |
| „So Happy I Could Die”                                                                             | 2009 | —              | —              | —              | —              | —              | —              | —              | 53             | —              | 84             |             | The Fame Monster     |
| „Teeth”                                                                                            | 2009 | —              | —              | —              | —              | —              | —              | —              | —              | —              | 107            |             | The Fame Monster     |
| „Poker Face / Speechless / Your Song” (în colaborare cu Elton John)                                | 2010 | —              | —              | —              | 94             | —              | —              | —              | —              | —              | —              |             | Cântec fără album    |
| „Scheiße”                                                                                          | 2011 | —              | —              | —              | —              | —              | —              | —              | —              | —              | 136            |             | Born This Way        |
| „Black Jesus + Amen Fashion”                                                                       | 2011 | —              | —              | —              | —              | —              | —              | —              | —              | —              | 172            |             | Born This Way        |
| „Fashion of His Love”                                                                              | 2011 | —              | —              | —              | —              | —              | —              | —              | —              | —              | 140            |             | Born This Way        |
| „The Queen”                                                                                        | 2011 | —              | —              | —              | —              | —              | —              | —              | —              | —              | 150            |             | Born This Way        |
| „White Christmas”                                                                                  | 2011 | —              | —              | —              | —              | —              | —              | —              | —              | —              | 87             |             | A Very Gaga Holiday  |
| „Artpop”                                                                                           | 2013 | —              | —              | —              | 185            | —              | —              | —              | —              | —              | —              |             | Artpop               |
| „Diamond Heart”                                                                                    | 2016 | —              | —              | —              | —              | —              | —              | —              | —              | —              | 155            |             | Joanne               |
| „John Wayne”                                                                                       | 2016 | —              | —              | —              | —              | —              | —              | —              | —              | —              | 180            |             | Joanne               |
| „Dancin' in Circles”                                                                               | 2016 | —              | —              | —              | —              | —              | —              | —              | —              | —              | 186            |             | Joanne               |
| „Angel Down”                                                                                       | 2016 | —              | —              | —              | —              | —              | —              | —              | —              | —              | 152            |             | Joanne               |
| „Music to My Eyes”                                                                                 | 2018 | —              | —              | —              | —              | —              | —              | —              | —              | —              | —              |             | A Star Is Born       |
| „Always Remember Us This Way”                                                                      | 2018 | 41             | 12             | 32             | 60             | 3              | 50             | 14             | 13             | 8              | 25             |             | A Star Is Born       |
| „Look What I Found”                                                                                | 2018 | —              | 95             | —              | —              | —              | —              | —              | —              | —              | —              |             | A Star Is Born       |
| „Is That Alright?”                                                                                 | 2018 | 63             | 97             | 85             | —              | —              | —              | —              | —              | —              | —              |             | A Star Is Born       |
| „I'll Never Love Again”                                                                            | 2018 | 36             | 15             | 43             | 61             | 10             | 61             | —              | 52             | 14             | 27             |             | A Star Is Born       |
| „—” denotă că elementele nu au fost lansate în acea țară sau nu au reușit să ajungă în clasamente. |      |                |                |                |                |                |                |                |                |                |                |             |                      |